# Saint-Contest
Saint-Contest là một xã ở tỉnh Calvados, thuộc vùng Normandie ở tây bắc nước Pháp.

## Dân số
| Năm | 1962 | 1968 | 1975 | 1982  | 1990  | 1999  | 2006  |
| --- | ---- | ---- | ---- | ----- | ----- | ----- | ----- |
| Dân số | 647  | 766  | 810  | 1 100 | 1 145 | 1 989 | 2 349 |
| From the year 1962 on: No double counting—residents of multiple communes (e.g. students and military personnel) are counted only once. 2006: Provisional population (annual survey). |      |      |      |       |       |       |       |